# Tussen de regels
Tussen de regels is het regisseerdebuut van Dave Schram. Hij regisseerde de film in 1981 als eindexamenfilm aan de Nederlandse Film en Televisie Academie. Acteurs zijn onder anderen Yvonne Boyer, Tob de Bordes en Jeroen Bishoff.
Tussen de regels is een korte speelfilm, op 16mm zwart-wit, over het zesjarige meisje Liddy dat een voorstelling probeert te maken van haar verdere leven. Het motto van de film ("Ik droomde dat ik langzaam leefde...", een dichtregel van dichteres M. Vasalis) verwoordt datgene wat zich in haar hoofd afspeelt. De film heeft een ingetogen sfeer en speelt zich af in de eerste helft van de 20e eeuw. De muziek van Ad van Dijk, die doet denken aan composities van Erik Satie, is daar een gepaste aanvulling op.

## Verhaal
Anno 1915 moet Liddy, een zesjarig meisje, op school nablijven. De strafregels die ze moet schrijven, zijn aanleiding om dromerig in gedachte te verzinken. Tussen de regels door ziet ze fragmentarisch haar toekomst voor zich: haar trouwdag, haar bestaan als huisvrouw, het verzorgen van kinderen, werken als inpakster in een sigarenfabriekje enzovoorts. De scènes worden gewisseld op een manier zoals vroeger ook dia's werden gewisseld. Opmerkelijk is dat iedereen om haar heen ouder wordt maar Liddy niet. Zij blijft uiterlijk, zelfs bij haar trouwerij, nog steeds dat zesjarige meisje dat we leerden kennen uit de schoolbankjes.
Als de immer nog zesjarige Liddy haar inmiddels overleden echtgenoot heeft begraven volgt de volgende scène, met het dia-effect, een wit scherm. Een oude dame, die dia's zit te kijken, overpeinst zich nu bij een lege dia. De camera zoomt langzaam in op de oude dame die meer en meer dromerig zit te staren. Wanneer de camera totaal close is op de oude dame verandert zij in het jonge dromerige meisje. Terwijl de camera weer weg van het meisje rijdt blijkt dat ze nog steeds in de schoolbankjes zit en moet nablijven. Is het helemaal geen toekomstdroom, maar een terugblik op een leven? Het open einde laat de kijker zelf invullen of dit nou een flash forward was van het jonge meisje of een flash back van de oude dame.

## Rolverdeling
| Acteur               | Personage | Opmerkingen                    |
| -------------------- | --------- | ------------------------------ |
| Yvonne Boyer         | Liddy     | zesjarig meisje                |
| Jeroen Bishoff       | Johan     | Echtgenoot op jongere leeftijd |
| Onno Molenkamp       | Johan     | Echtgenoot op oudere leeftijd  |
| Tob de Bordes        |           | Schoolmeester                  |
| Hans Dagelet         | Richard   | Zoon van Liddy                 |
| Trudy de Jong        | Yolanda   | Vrouw van Richard              |
| Jo Seunke            | Liddy     | (op oude leeftijd)             |
| Peggy Kropman        |           | Moeder van Liddy               |
| Ruud Schram          |           | Vader van Liddy                |
| Mike Bendig          |           | Starende Jongen                |
| Jasper van der Linde |           | Dominee                        |
| Arre Okker           |           | Fotograaf                      |
| Joss Flühr           |           | Buurvrouw                      |
| Jan Anne Drenth      |           | Arbeider                       |
| Henk Uterwijk        |           | Arbeider                       |
| Diederik Boon        |           | Zoon van Liddy                 |
| Martijn Boon         |           | Zoon van Liddy                 |
| Tara Donker          |           | Kleinkind van Liddy            |

## Achtergrond
- De film werd ontvangen met lovende kritieken. Het NRC Handelsblad van 2 oktober 1981 schreef; "Opvallend debuut van Dave Schram" en "ben benieuwd naar zijn volgende film." aldus Joyce Roodnat.
- Schram heeft de audities voor de film gehouden op de balletschool Petite Relevé  van zijn moeder. Uiteindelijk bleek zijn ideale hoofdrolspeelster daar ook les te hebben.
- Deze productie was ook het eindexamenproject van Erwin Steen als DoP
- Na een vertoning voor vertegenwoordigers van omroepen wilden zowel de TROS als de VARA de film graag uitzenden, waarna Schram koos voor de VARA. De uitzending was op 19 december 1981.